# Mapello
Mapello é uma comuna italiana da região da Lombardia, província de Bérgamo, com cerca de 5.593 habitantes. Estende-se por uma área de 8 km², tendo uma densidade populacional de 699 hab/km². Faz fronteira com Ambivere, Barzana, Bonate Sopra, Brembate di Sopra, Palazzago, Ponte San Pietro, Presezzo, Sotto il Monte Giovanni XXIII, Terno d'Isola.

## Demografia
| Variação demográfica do município entre 1861 e 2011                               |
|                                                                                   |
| Fonte: Istituto Nazionale di Statistica (ISTAT) - Elaboração gráfica da Wikipedia |